# Balneário Pinhal
Pour les articles homonymes, voir Balneário.
Balneário Pinhal est une ville brésilienne de la mésorégion métropolitaine de Porto Alegre, capitale de l'État du Rio Grande do Sul, faisant partie de la microrégion d'Osório et située à 95 km au nord-est de Porto Alegre. Elle se situe à une latitude de 30° 14′ 51″ sud et à une longitude de 50° 14′ 01″ ouest, à 6 m d'altitude. Sa population était estimée à 10 517 en 2007, pour une superficie de 121 km2. L'accès s'y fait par les RS-040 et RS-786.
Le tourisme est la principale activité de la commune, du fait de sa position au bord de l'Océan Atlantique Sud. Il y a aussi une importante production de miel dans la municipalité, permettant l'organisation d'un Festival du miel.

## Villes voisines
- Cidreira
- Capivari do Sul
- Palmares do Sul